# 堀川 (知多郡)
堀川（ほりかわ）は、愛知県知多郡武豊町を流れ衣浦湾に注ぐ河川。二級水系の本流。武豊町にある3本の二級水系のうち中央部に位置する。

## 概要
愛知県知多郡武豊町甚田の新池に源を発して東に流れ、JR武豊線武豊駅付近で衣浦湾に注ぐ。河川延長3.1キロメートル、流域面積4.2平方キロメートル。江戸時代には頻発する洪水を防ぐために、この地を治めた成瀬正成が武豊港まで堀を掘って直に水を流すようにしたことから「堀川」と呼ばれるようになったと伝わる。

## 河川施設
- 武豊水門

## 主な橋梁
下流より記載
- 堀川新橋
- 武豊橋（国道247号）
- 堀川橋